# 巴诺瓦拉
巴诺瓦拉（Bhanowara），是印度西孟加拉邦Barddhaman县的一个城镇。总人口7732（2001年）。

## 人口
该地2001年总人口7732人，其中男性4099人，女性3633人；0—6岁人口978人，其中男500人，女478人；识字率58.24%，其中男性为67.99%，女性为47.23%。